# 미야하라정
미야하라정(일본어: 宮原町)은 일본 구마모토현 중앙부에 있던 정이다.
2005년 10월 1일, 인접하는 류호쿠정과 합병해 히카와정이 되어 폐지되었다.

## 지리
구마모토현 중앙부, 야요이해 쪽 내륙에 위치하며, 중심부는 야요이 평야의 일부에 포함된다. 구마모토현에서 가장 면적이 작은 지자체이다.

## 역사
- 1875년 12월 10일 - 가와카미촌이 다테가미촌에 합병하였다.
- 1876년 - 가미미야하라촌과 시모미야하라촌이 합병해 미야하라촌을 성립하였다.
- 1889년 4월 1일 - 시정촌제도가 시행에 의해 다테가미정, 이마촌, 하야오촌, 시라촌, 미야하라정, 미야하라촌이 합병해 야쓰시로군 미야하라정이 성립하였다.
- 1955년 10월 15일 - 가가미초의 일부를 편입하였다.
- 2005년 10월 1일 - 류호쿠정과 신설 합병해 히카와정이 성립하였다. 동일 미야하라정이 폐지되었다.

## 교통
일반도로
- 국도 3호
- 국도 443호

## 출신유명인
- 아키야마 고지 (전 프로야구 선수)

## 참고 문헌
- 角川日本地名大辞典編纂委員会, 『角川日本地名大辞典 43 熊本県』1987, 角川書店